# Randy Jackson (født 1961)
Steven Randall Jackson (født 29. oktober 1961), bedre kendt som Randy Jackson, er en amerikansk musiker og tidligere medlem af bandet The Jackson 5. Han er den yngste søn i Jackson-familien og var kun fem år gammel, da The Jackson 5 blev dannet. Randy er derfor ikke et originalt medlem.
Randy Jackson begyndte uofficielt at optræde med sine søskende i 1972, hvor han spillede på conga. Han blev officielt medlem af The Jackson 5 i 1975 efter at Jermaine forlod bandet. Gruppen ændrede derefter deres navn til The Jacksons på grund af stridigheder med Motown. Randy blev nomineret til en Grammy Award for sit arbejde på studiealbummet Triumph fra 1980. Han optråde sidenhen med The Jacksons indtil 1989. Efter dette dannede han sit eget band, Randy & the Gypsys. Bandet udgav kun ét enkelt album, før de gik fra hinanden.
Fra 2018 samarbejder han med sin søster, Janet Jackson, på hendes pladeselskab Rhythm Nation Records.